# 15족 원소

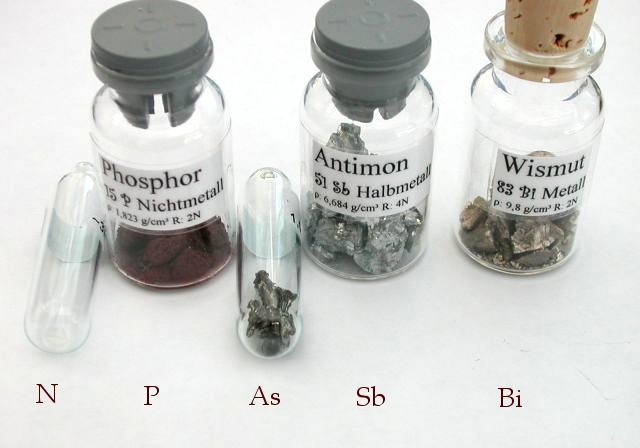

15족 원소는 질소족(nitrogen group, 窒素族) 또는 닉토젠(pnictogen)이라고도 하며, 주기율표의 열다섯 번째 족에 속하는 화학 원소이다.
| 주기 | 원소 이름 | 원소 기호 (번호) | 원자 질량    | 녹는점 (K)         | 끓는점 (K) | 전기음성도 |
| 2    | 질소      | N (7)            | 14.0067(2)   | 63.15              | 77.36      | 3.04       |
| 3    | 인        | P (15)           | 30.973761(2) | 317.3 (흰인)       | 550        | 2.19       |
| 4    | 비소      | As (33)          | 74.92160(2)  | (28 기압에서 1090) | 승화 887   | 2.18       |
| 5    | 안티모니  | Sb (51)          | 121.760(1)   | 903.78             | 1860       | 2.05       |
| 6    | 비스무트  | Bi (83)          | 208.98038(2) | 544.7              | 1837       | 2.02       |
| 7    | 모스코븀  | Mc (115)         | (288)        | ?                  | ?          | ?          |

## 같이 보기
- 프닉타이드 산화물
- 철-비소 기반 초전도체